# أندروستينول
الأندروستينول هو فيرومون جنسي يفرز في بعض أنواع الخنازير البرية رائحتة تشبة رائحة المسك ويفرز منه كميات ضئيلة في عرق الإنسان.